# Kariman Abuljadayel
Kariman Abuljadayel (arabisch كريمان أبو الجدايل, DMG Karīmān Abū l-Ǧadāyil; * 11. Mai 1994 in Riad) ist eine ehemalige saudi-arabische Leichtathletin, die sich auf den Sprint spezialisiert hat.

## Sportliche Laufbahn
Kariman Abuljadayel startete 2016 bei den Hallenweltmeisterschaften in Portland und schied dort mit 9,48 s in der ersten Runde im 60-Meter-Lauf aus. Im August nahm sie dank einer Wildcard im 100-Meter-Lauf an den Olympischen Sommerspielen in Rio de Janeiro teil und schied dort mit neuem Landesrekord von 14,61 s in der Vorausscheidungsrunde aus.

## Persönliche Bestleistungen
- 100 Meter: 14,61 s (−0,2 m/s), 12. August 2016 in Rio de Janeiro
  - 60 Meter (Halle): 9,48 s, 19. März 2016 in Portland